# 2925 a.C.
Il 2925 a.C. (MMCMXXV a.C. in numeri romani) è un anno  del XXX secolo a.C.

## Eventi
- c. 2925 a.C. - Antico Egitto:  Hotepsekhemwy 9º faraone (c.a. 2925 a.C. - 2880 a.C.) - II Dinastia